# Döschwitz
Döschwitz ist ein Ortsteil der Gemeinde Kretzschau im Burgenlandkreis in Sachsen-Anhalt.

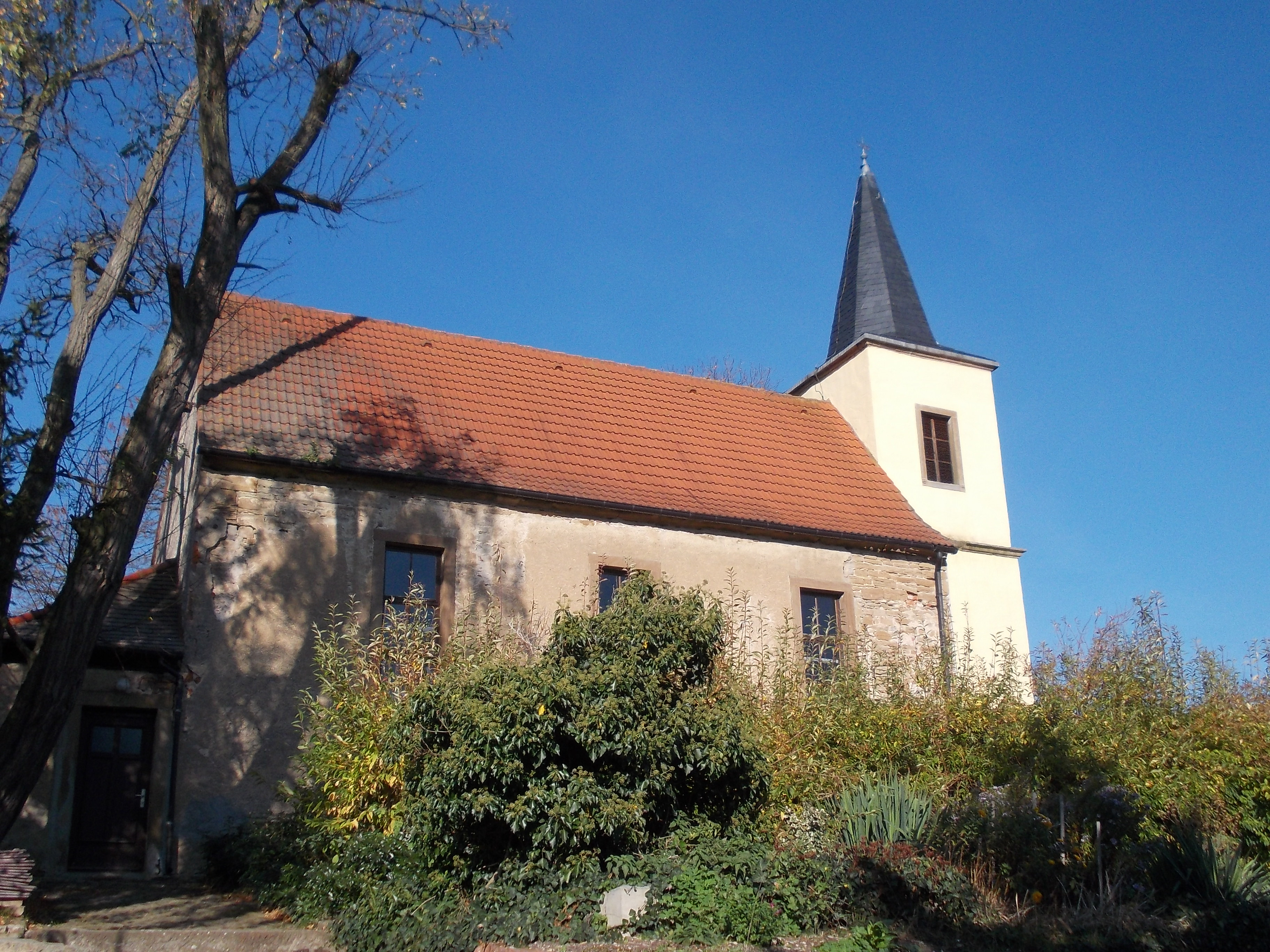
Kirche

## Geografie
Döschwitz liegt zwischen Zeitz und Naumburg (Saale). Zur ehemaligen Gemeinde gehörten die Ortsteile Döschwitz, Gladitz, Hollsteitz und Kirchsteitz.

## Geschichte
1843 erhielt Hollsteitz drei neue Glocken, die durch den Glockengießermeister Friedrich Gruhl aus Kleinwelka gefertigt wurden.
Am 1. Januar 2010 schlossen sich die bis dahin selbstständigen Gemeinden Grana und Döschwitz mit der Gemeinde Kretzschau zur neuen Gemeinde Kretzschau zusammen.

## Wirtschaft und Infrastruktur

### Verkehr
Direkt durch das Gemeindegebiet verläuft die Bundesstraße 180, die von Zeitz nach Naumburg (Saale) führt.

### Gewerbegebiet Hollsteitzer Grund
Durch zügige Vorbereitung konnte schon im Jahre 1991 auf eine genehmigte Bebauungsplanung verwiesen werden. Im gleichen Jahr siedelten sich bereits Unternehmen an. Diese Entwicklung setzte sich fort, so dass derzeit mehr als 67 % der Fläche belegt sind und weitere Optionen vorliegen. Im Gewerbegebiet werden inzwischen u. a. Stahlbauarbeiten durchgeführt, Fahrzeugspezialaufbauten, Glastransportvorrichtungen, Fenster (aus Holz und Alu) und Treppen sowie Kinder- und Puppenwagen produziert. Überregionale Handels- und Logistikunternehmen für Deckenelemente, Isoliermaterialien und Steinkunstprodukte sowie eine Kraftfahrzeugwerkstatt haben sich angesiedelt.

### Weingut

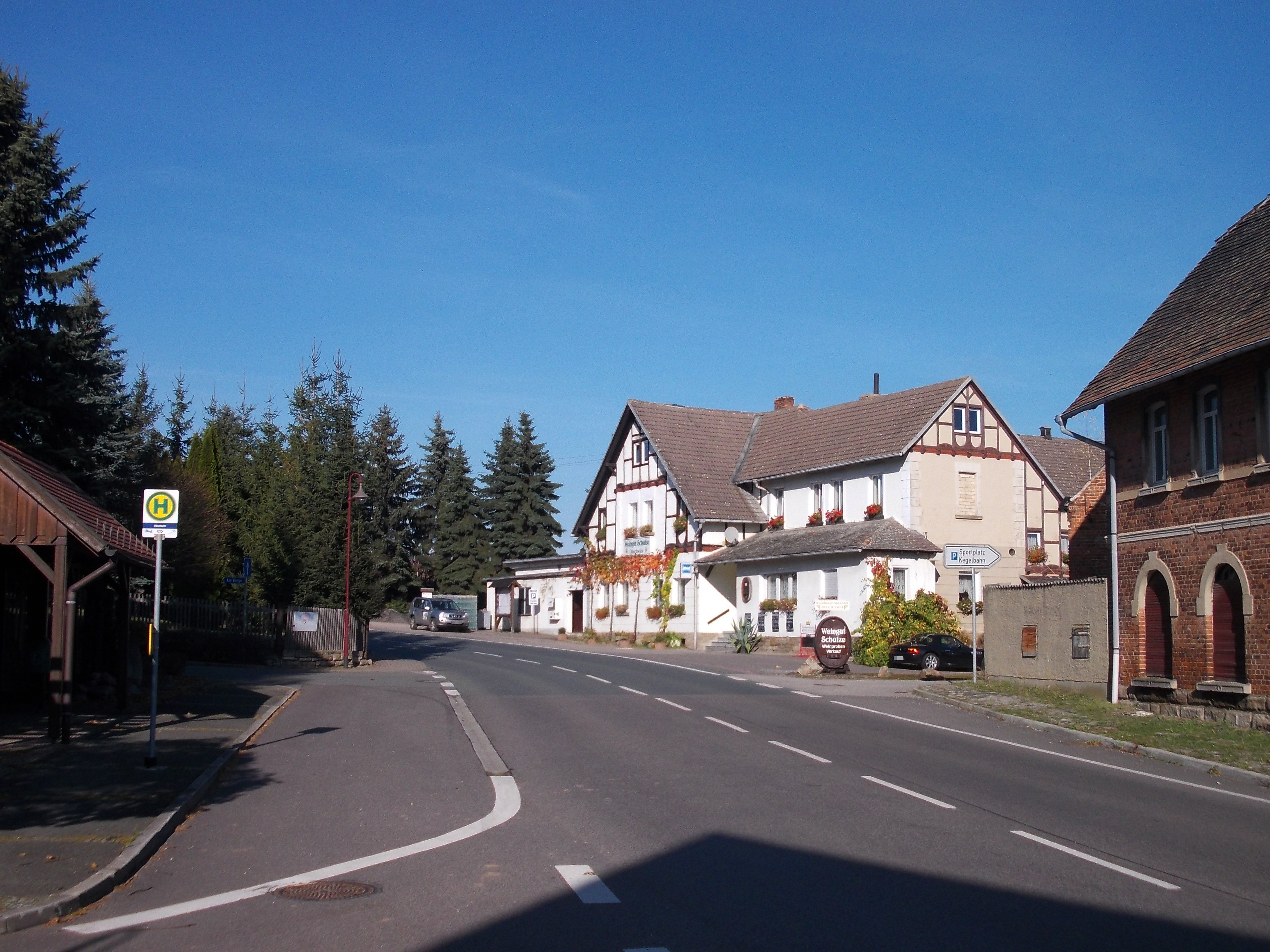
Weingut

Das Weingut Schulze bewirtschaftet Hänge an der Saale, Unstrut und Weißen Elster.

## Kultur und Vereinsleben
Wichtigstes Volksfest in Döschwitz ist das Maiensetzen. Dabei wird alljährlich zu Pfingsten vor jedes Gehöft eine geschnittene Birke gesetzt.
In Döschwitz gibt es zwei Vereine, die auch das Maiensetzen organisieren: die Freiwillige Feuerwehr und die Sportgemeinschaft Grün Weiß Döschwitz e. V. In der SG Döschwitz, gegründet 1930, spielen zwei Kegelmannschaften und fünf Fußballmannschaften (Frauen, Männer und Senioren). Seit den 1970er Jahren gehört es zur Döschwitzer Tradition, an den Sonntagen ein Ortsturnier um den Pokal des Bürgermeisters auszutragen.

## Persönlichkeiten
- Christian Schumann (1681–1744), Kirchenlieddichter, war von 1721 bis 1736 Pfarrer in Döschwitz und Kirchsteitz